# Liste der denkmalgeschützten Objekte in Schenkenfelden
Die Liste der denkmalgeschützten Objekte in Schenkenfelden enthält die 9 denkmalgeschützten, unbeweglichen Objekte der Gemeinde Schenkenfelden in Oberösterreich (Bezirk Urfahr-Umgebung).

## Denkmäler
| Foto |                 | Denkmal                                                                           | Standort                                     | Beschreibung | Metadaten |
| ---- | --------------- | --------------------------------------------------------------------------------- | -------------------------------------------- | --- | --- |
| ja   | Datei hochladen | Kalvarienberg/Kreuzweg HERIS-ID: 22159 Objekt-ID: 18487                           | Kalvarienberg Standort KG: Schenkenfelden    | Der Kalvarienberg umfasst die nach 1712 errichtete, oktogonale Kalvarienbergkirche und die 14 kapellenartigen Kreuzwegstationen. Jüngst renovoniert. | BDA-Hist.: Q37867526 Status: § 2a Stand der BDA-Liste: 2025-06-30 Name: Kalvarienberg/Kreuzweg GstNr.: 2475, .104, .102 Calvary in Schenkenfelden                     |
| ja   | Datei hochladen | Wohnhaus, sog. Freunschlag-Haus HERIS-ID: 22187 Objekt-ID: 18515                  | Markt 17 Standort KG: Schenkenfelden         | Das sogenannte Freunschlag-Haus hat eine schlichte Putzfassade aus dem 19. Jahrhundert. Heute ist hier ein Kindergarten untergebracht. | BDA-Hist.: Q37867600 Status: Bescheid Stand der BDA-Liste: 2025-06-30 Name: Wohnhaus, sog. Freunschlag-Haus GstNr.: .19                                               |
| ja   | Datei hochladen | Marktbürgerhaus, sog. Gerstl-Haus, Krämereimuseum HERIS-ID: 11432 Objekt-ID: 7532 | Markt 18 Standort KG: Schenkenfelden         | Das Gerstl-Haus diente zwischen 1869 und 1953 als Postamt und war zuvor ein Krämerhaus. 1999 wurde das Gebäude mit spätmittelalterlichen Bauteilen in ein Krämereimuseum umgewandelt. Das zweigeschoßige Eckhaus mit schlichter Fassade und spätgotischem Erker erfuhr nach einem Brand im 19. Jahrhundert eine Umwandlung und Erweiterung.                                                                                    | BDA-Hist.: Q38100981 Status: Bescheid Stand der BDA-Liste: 2025-06-30 Name: Marktbürgerhaus, sog. Gerstl-Haus, Krämereimuseum GstNr.: .48 Gerstl-Haus, Schenkenfelden |
| ja   | Datei hochladen | Pfarrhof HERIS-ID: 62496 Objekt-ID: 75051                                         | Markt 5 Standort KG: Schenkenfelden          | Der zweigeschoßige, traufständige Pfarrhof mit Schopfwalmdach stammt aus dem 18. Jahrhundert und wurde im 19. Jahrhundert umgebaut. Die Fassade weist eine spätbarocke Putzgliederung, Stuckdekor und Steinportale auf. | BDA-Hist.: Q38100032 Status: § 2a Stand der BDA-Liste: 2025-06-30 Name: Pfarrhof GstNr.: .72                                                                          |
| ja   | Datei hochladen | Figurenbildstock hl. Johannes Nepomuk HERIS-ID: 22161 Objekt-ID: 18489            | Markt Standort KG: Schenkenfelden            | Die Figur aus der Mitte des 18. Jahrhunderts befindet sich auf einem, mit der Jahreszahl 1637 bezeichneten, Steinsockel. Die Ecken der die Statue umfassenden Balustrade wurden mit Steinzapfen akzentuiert. | BDA-Hist.: Q37867538 Status: § 2a Stand der BDA-Liste: 2025-06-30 Name: Figurenbildstock hl. Johannes Nepomuk GstNr.: 2505/2                                          |
| ja   | Datei hochladen | Brunnen HERIS-ID: 22162 Objekt-ID: 18490                                          | Markt Standort KG: Schenkenfelden            | Der oktogonale Marktbrunnen mit Steinpfeiler, Pflanzenornamenten und Steinzapfenbekrönung ist mit der Jahreszahl 1823 bezeichnet. | BDA-Hist.: Q37867550 Status: § 2a Stand der BDA-Liste: 2025-06-30 Name: Brunnen GstNr.: 2505/2                                                                        |
| ja   | Datei hochladen | Pranger HERIS-ID: 22163 Objekt-ID: 18491                                          | Markt Standort KG: Schenkenfelden            | Der Pranger stammt vermutlich aus dem 17. Jahrhundert und besteht aus einem Granitpfeiler und einem oktogonalen Pyramidenaufsatz mit Kugelbekrönung. Die Inschrift auf dem Pranger lautet Marktrichter Thomas Genspauer, 1662. | BDA-Hist.: Q37867578 Status: § 2a Stand der BDA-Liste: 2025-06-30 Name: Pranger GstNr.: 2505/2                                                                        |
| ja   | Datei hochladen | Kath. Pfarrkirche hl. Ägidius HERIS-ID: 22158 Objekt-ID: 18486                    | Markt Standort KG: Schenkenfelden            | Die überwiegend im Stil der Spätgotik errichtete Pfarrkirche geht auf einen ursprünglich romanischen Vorgängerbau zurück, dessen Langhaus im 16. Jahrhundert einem Neubau wich. Die zweischiffige, dreijochige Hallenkirche besitzt einen ungewöhnlich mächtigen Turm und einen eingezogenen, einjochigen Chor. Die ehemals historistische Einrichtung wurde entfernt und in den 1980er Jahren durch einen Volksaltar ersetzt. | BDA-Hist.: Q37867504 Status: § 2a Stand der BDA-Liste: 2025-06-30 Name: Kath. Pfarrkirche hl. Ägidius GstNr.: .73 Parish Church Schenkenfelden                        |
| ja   | Datei hochladen | Wohnhaus, sog. Kagerer-Haus HERIS-ID: 62497 Objekt-ID: 75052                      | Kalvarienberg 20 Standort KG: Schenkenfelden | Das ehemalige Mesnerhaus wurde im 19. Jahrhundert unter Einbeziehung älterer Bauteile errichtet. | BDA-Hist.: Q38100043 Status: § 2a Stand der BDA-Liste: 2025-06-30 Name: Wohnhaus, sog. Kagerer-Haus GstNr.: 2441/1                                                    |